# Bolxie Kopeni
Bolxie Kopeni (en rus: Большие Копены) és un poble de l'óblast de Saràtov, a Rússia, segons el cens del 2010 tenia 699 habitants. Pertany al districte municipal de Líssie Gori.